# ロータス・63
ロータス・63 (Lotus 63) は、ロータスが1969年のF1世界選手権に投入したフォーミュラ1カー。コーリン・チャップマンとモーリス・フィリップによって設計された四輪駆動の実験的なマシンであった。チャップマンの考えは、ロータス・49のシンプルさを維持した車を創り出すことで、1966年に導入された3リッターエンジンがその力を最大限に活用できるだろうということであった。

## 開発
モータースポーツ史上特異なタービン車の1台としても知られるインディ500用のロータス・56（および、F1向け改修版の同56B）と同様に、当車は四輪駆動である（ただし、当車のエンジンはオーソドックスなレシプロエンジンである）。
四輪駆動のフォーミュラカーは1961年にオウルトン・パークで優勝した（F1選手権ではない）ファーガソン・P99等といった存在があるので、とりたてて斬新あるいは新奇なアイディアというわけではない。しかしその一方で、そう大きく開発が進んだり広まったりしたわけでもなく、成功し定着した設計というわけでもなかった。実際、四輪駆動車によるF1世界選手権でのポイントは、ジョニー・セルボ＝ギャバンが1969年カナダグランプリで6位に入賞したマトラ・MS84によるものが唯一の獲得であって、ロータス・マクラーレン・コスワースのいずれも四輪駆動車でポイントは獲得できていなかった。
63は49の進化型であったが、ウェッジ型の車体後部と一体化したウィングを特徴としており、それらは後にロータス・72で大きな効果を発揮した。

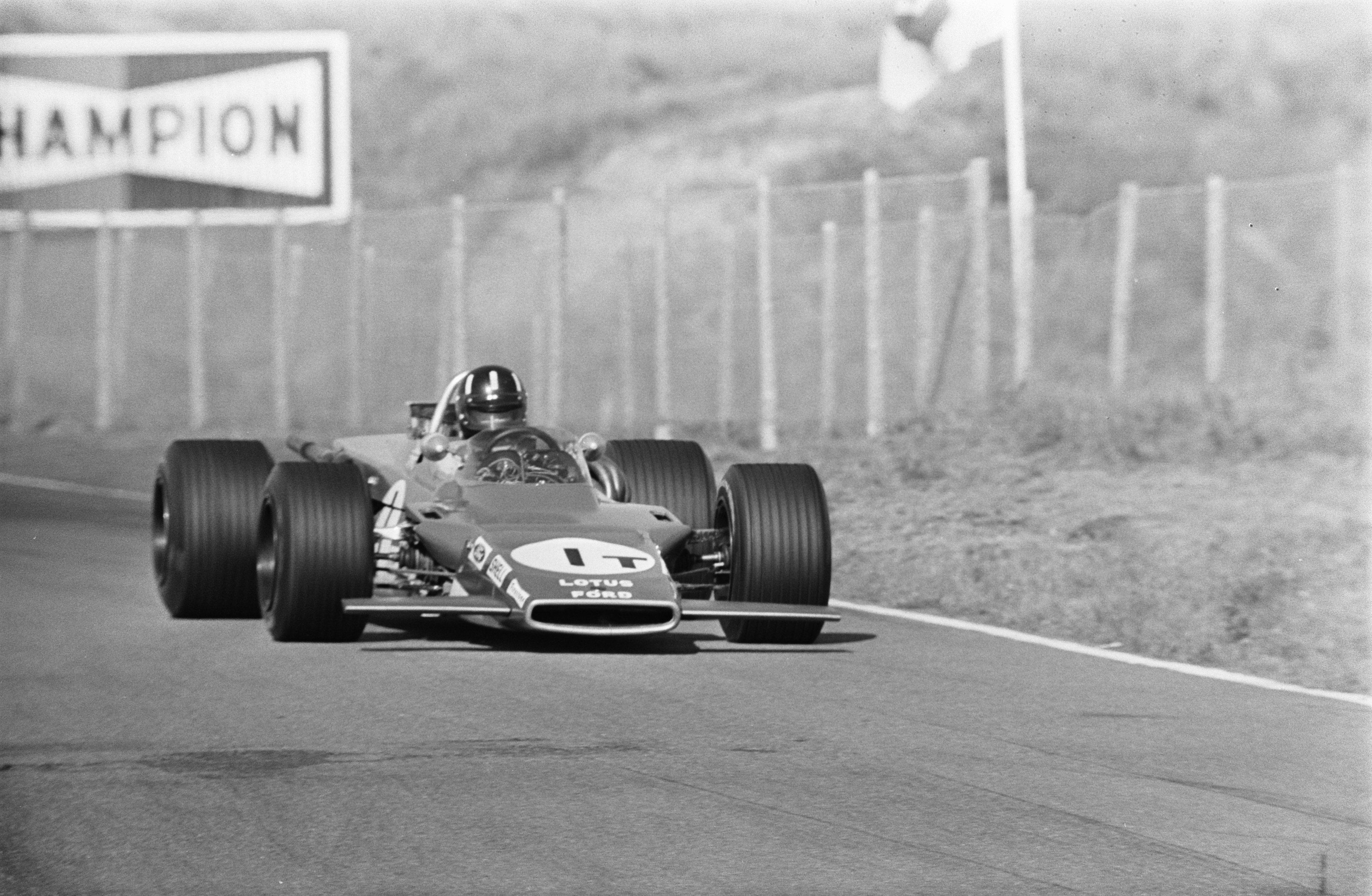
プラクティスで63をドライブするグラハム・ヒル、1969年オランダグランプリ

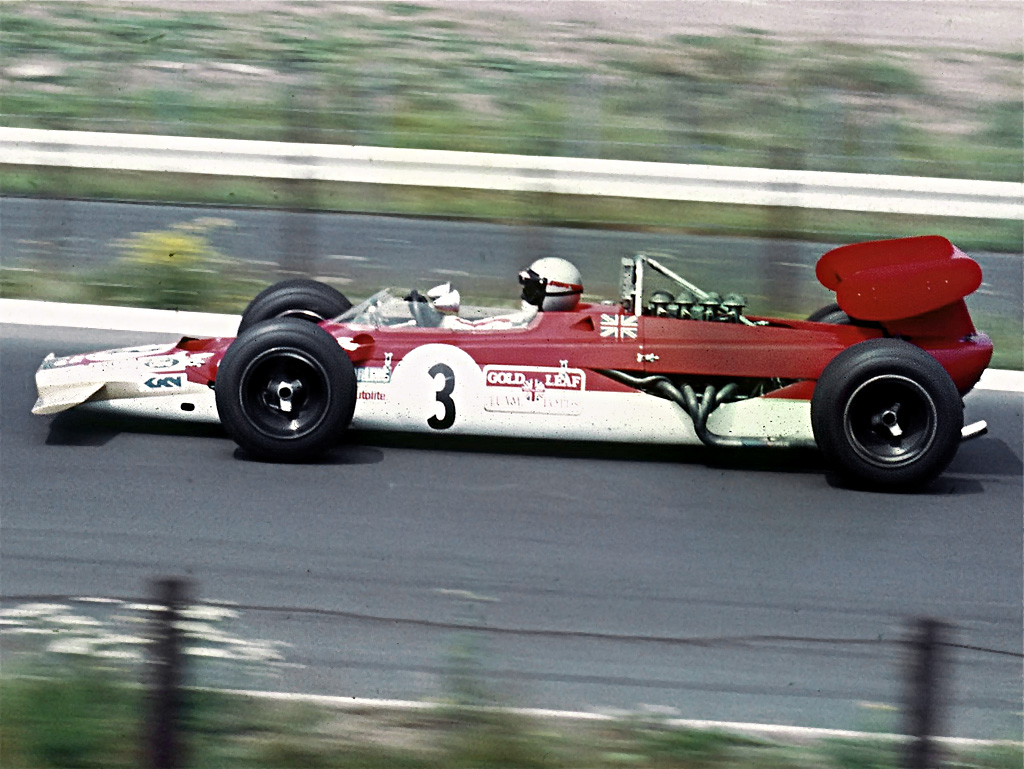
マリオ・アンドレッティのドライブする63、1969年ドイツグランプリ

ロータスのサードドライバー、ジョン・マイルズはマシンの開発を託されていたが、グラハム・ヒルとヨッヘン・リントは1969年シーズン序盤は49を使用していた。63はドライブとセットアップの困難さが判明し、四輪駆動システムは特に問題があった。テストドライブの後、ヒルは63を「デストラップ」（危険な乗り物）と表現した。後にオウルトン・パークで63の最高位を獲得するリントもヒルに同意した。このことはチャップマンを激怒させた。彼は63を、前作の49がそうだったようにライバルよりも飛躍したマシンと見なしていた。
63は1969年イギリスグランプリでテスト走行した。リントは古い49で4位に入り、マイルズはホームグランプリで63を10位に導いたが、競争力が無いことを確認した。無駄に終わった何度かのレースの後、63は放棄されたが、シャシーデザインの一部は1970年にデビューしたロータス・72に組み込まれた。
四輪駆動技術は1971年にロータス・56Bで再びF1に持ち込まれた。
ロータス・88の様に四輪駆動車はロータスにとって「巨大な白い象」（厄介者）であることが判明したが、それはより良いモデルが追随する道を開くこととなった。

## F1における全成績
(key) （太字はポールポジション、斜体はファステストラップ）
| 年     | チーム                          | エンジン                | タイヤ | ドライバー             | 1   | 2   | 3   | 4   | 5   | 6   | 7   | 8   | 9   | 10  | 11  | ポイント | 順位 |
| ------ | ------------------------------- | ----------------------- | ------ | ---------------------- | --- | --- | --- | --- | --- | --- | --- | --- | --- | --- | --- | -------- | ---- |
| 1969年 | ゴールドリーフ チーム・ロータス | フォード コスワース DFV | F      |                        | RSA | ESP | MON | NED | FRA | GBR | GER | ITA | CAN | USA | MEX | 42       | 3位1 |
| 1969年 | ゴールドリーフ チーム・ロータス | フォード コスワース DFV | F      | ジョン・マイルズ       |     |     |     |     | Ret | 10  |     | Ret | Ret |     | Ret | 42       | 3位1 |
| 1969年 | ゴールドリーフ チーム・ロータス | フォード コスワース DFV | F      | マリオ・アンドレッティ |     |     |     |     |     |     | Ret |     |     | Ret |     | 42       | 3位1 |
| 1969年 | エキュリー・ボニエ              | フォード コスワース DFV | F      | ヨアキム・ボニエ       |     |     |     |     |     | Ret |     |     |     |     |     | 42       | 3位1 |

^1 全てのポイントはロータス・49による。

## ノンタイトル戦における全成績
(key) （太字はポールポジション、斜体はファステストラップ）
| 年     | チーム                          | エンジン                | タイヤ | ドライバー       | 1   | 2   | 3   | 4   |
| ------ | ------------------------------- | ----------------------- | ------ | ---------------- | --- | --- | --- | --- |
| 1969年 | ゴールドリーフ チーム・ロータス | フォード コスワース DFV | F      |                  | ROC | INT | MAD | OUL |
| 1969年 | ゴールドリーフ チーム・ロータス | フォード コスワース DFV | F      | ヨッヘン・リント |     |     |     | 2   |

## 参照
1. ↑  “Lotus 63”. www.StatsF1.com. 2010年10月9日閲覧。